# Вудејкер (Калифорнија)
Вудејкер (енгл. Woodacre) насељено је место без административног статуса у америчкој савезној држави Калифорнија.

## Демографија
По попису из 2010. године број становника је 1.348, што је 45 (-3,2%) становника мање него 2000. године.
| Група             | 2000.         | 2010.         |
| Белци             | 1.273 (91,4%) | 1.186 (88,0%) |
| Афроамериканци    | 6 (0,4%)      | 3 (0,2%)      |
| Азијати           | 13 (0,9%)     | 27 (2,0%)     |
| Хиспаноамериканци | 60 (4,3%)     | 77 (5,7%)     |
| Укупно            | 1.393         | 1.348         |